# Setulipes
Setulipes — рід грибів родини маразмієві (Marasmiaceae). Назва вперше опублікована 1987 року.